# Pantánassa
Pantánassa (em grego: Παντάνασσα) é uma vila cretense da unidade regional de Retimno, no município de Amári, na unidade municipal de Sivrítos. Situada a 480 metros de altitude, próximo a ela estão as vilas de Voleónes e Patsós e o abandonado mosteiro de Santo Antônio. Segundo censo de 2011, têm 103 habitantes.